# EQ. Emotionale Intelligenz
EQ. Emotionale Intelligenz (engl. Originaltitel: Emotional Intelligence: Why It Can Matter More Than IQ) ist ein 1995 in den Vereinigten Staaten erschienenes Buch des klinischen Psychologen und Wissenschaftsjournalisten Daniel Goleman. Goleman hat in diesem Buch einem breiten Publikum das Konzept der emotionalen Intelligenz vorgestellt. Die Persönlichkeitspsychologen John D. Mayer und Peter Salovey haben dieses theoretische Konstrukt in den 1990er Jahren entwickelt, um auf die Schlüsselrolle hinzuweisen, die Kompetenz im Umgang mit Gefühlen beim Erreichen beruflicher Ziele und für das persönliche Lebensglück spielt.

## Inhalt

### Das emotionale Gehirn

Gefühle werden von der Amygdala (rot) generiert. In Alarmsituationen übernimmt sie oft die Kontrolle über andere Teile des Gehirns.

Das menschliche Verhalten wird sowohl vom Verstand als auch von Gefühlen angetrieben; beide sind eng verknüpft. Gefühle sind ein Produkt der Evolution; da diese sich langsam vollzieht und mit einem beschleunigten gesellschaftlichen Wandel nicht Schritt hält, erscheinen Gefühle archaisch; das emotionale Repertoire, auf das Menschen bei der Bewältigung von Problemen noch heute zurückgreifen, ist auf die Anforderungen des Pleistozän zugeschnitten. Gefühle sind quintessenzielle Handlungsimpulse: Wut führt zu Angriff, Angst zur Flucht, Glück begeistert zum Tun, Überraschung führt zu Erkunden, Abscheu zum Ausspucken und Traurigkeit zu Anpassung an den Verlust und zu Neuorientierung. Neurologisch werden die Gefühle vom limbischen System repräsentiert, der Verstand vom ‒ entwicklungsgeschichtlich sehr viel jüngeren ‒ Neocortex. Die Beziehungen zwischen beiden Systemen sind hochkomplex; so entstand die Mutterliebe z. B. erst mit dem Neocortex. Auch die heutige Subtilität und Komplexität von Gefühlen (z. B. Gefühle über Gefühle) hat sich erst mit dem Neocortex entfaltet.
Entwicklungsgeschichtlich waren blitzschnell wirkende Gefühle für den Menschen eine sinnvolle Verhaltensmaßgabe (z. B. Angst/Flucht). Wie Joseph LeDoux beschrieben hat, sind die Gefühle innerhalb des limbischen Systems insbesondere in der Amygdala repräsentiert, die als emotionaler Wächter fungiert und in bestimmten als Alarm empfundenen Situationen die Kontrolle über das Gehirn an sich reißt, bevor der Verstand einsetzen kann; LeDoux spricht von „präkognitiver Emotion“, die zum Handeln führt, bevor die Situation komplett überblickt wird. Die Amygdala arbeitet allerdings, wie Goleman es formuliert, „schlampig“ und vereinnahmt das Gehirn oft auch dann, wenn die tatsächliche Situation dem als alarmierend erinnerten Szenario nur vage ähnelt, was dazu führen kann, dass das emotional motivierte Verhalten der Situation nicht angemessen ist.
Zu einer Kontrollübernahme der Amygdala kommt es freilich nur in emotionalen Notfällen. Im Normalfall wird ihre Funktion vom präfrontalen Cortex entweder schnell nachgebessert, oder der präfrontale Cortex arbeitet mit der Amygdala von vornherein zusammen, was ein hohes Maß an Verschaltung voraussetzt, sodass die neokortikale Antwort weitaus langsamer ist als der „Alleingang“ der Amygdala. Der präfrontale Cortex spielt eine Schlüsselrolle in der Feinregulierung der Gefühle und ist, weil dem Fühlen hier Denken vorausgeht, auch die Voraussetzung für eine erhöhte Komplexität des Fühlens.
Wie António Damásio aufgewiesen hat, sind eine fruchtbare Zusammenarbeit des präfrontalen Cortex mit der Amygdala und damit der Zugang zu emotionalem Lernen unverzichtbare Voraussetzungen für die Leistungsfähigkeit des Verstandes.

### Die Natur der emotionalen Intelligenz
Intelligenz im traditionellen Sinne ist kein zuverlässiger Prädiktor für Erfolg (Fortkommen, Prestige, Glück) im Berufs- und Privatleben; sie eignet sich bestenfalls als Prädiktor für Erfolg in der Schule oder als Hochschullehrer. Howard Gardner hat 1983 darum angeregt, das traditionelle Intelligenzkonzept zu erweitern und nicht nur sprachliche und mathematische Kompetenzen, sondern darüber hinaus eine ganze Bandbreite weiterer „Intelligenzen“ zu berücksichtigen (Theorie der multiplen Intelligenzen). Gardners Konstrukte einer „interpersonalen“ und einer „intrapsychischen“ Intelligenz werden mit einem nicht empirisch-wissenschaftlichen Terminus oft auch als „Charakter“ bezeichnet. Auf ihrer Grundlage haben John D. Mayer und Peter Salovey 1990 eine grundlegende Definition für emotionale Intelligenz formuliert. Diese umfasst fünf Einzelkompetenzen:
- emotionale Selbstwahrnehmung
- emotionale Selbstregulation
- Fähigkeit zu Selbstmotivation und Belohnungsaufschub
- Empathie
- soziale Kompetenz

#### Emotionale Selbstwahrnehmung
Menschen unterliegen persönlichen Wahrnehmungs- und Verhaltensgewohnheiten und nehmen Gefühle mit unterschiedlich großer Aufmerksamkeit wahr, wobei Frauen ihren Gefühlen tendenziell größere Beachtung schenken als Männer. In seltenen Fällen fehlt das Vermögen, Gefühle bewusst wahrzunehmen und zu bezeichnen, vollständig (Alexithymie). Nach John D. Mayer umfasst emotionale Selbstwahrnehmung nicht nur die Wahrnehmung eines Gefühls, sondern auch die bewusste Wahrnehmung eventueller Gedanken und Urteile über das Gefühl.
Emotionale Selbstwahrnehmung ist eine fundamentale Voraussetzung der emotionalen Selbstregulation und der Impulskontrolle. Damásio hat bemerkt, dass sie dem Menschen als „Bauchgefühl“ auch unerlässlich ist, wenn er Entscheidungen zu fällen hat; reine Rationalität hilft hier oft nicht weiter.

#### Emotionale Selbstregulation
Wie u. a. John Bowlby und Donald Winnicott hervorgehoben haben, ist die Fähigkeit, sich bei unlustvollen Gefühlen Linderung zu verschaffen, eine der grundlegendsten Lebensfähigkeiten überhaupt. Zwar kann der Mensch nicht steuern, welche Gefühle ihn ereilen, er kann aber beeinflussen, wie lange sie anhalten und ob sie eskalieren („Emotionsregulation“, allgemeiner: „Selbstregulation“). Ein effizientes Präventivmittel gegen die Eskalation von Wut z. B. ist das frühzeitige Reframing des auslösenden Reizes; einen bereits begonnenen Wutanfall kann der Tobende abkürzen und beenden, indem er sich von weiteren potenziellen Wutreizen abschottet. Auch Sorgen ‒ eigentlich ein eufunktionales Gefühl, mit dem der Mensch sich auf mögliche Notsituationen vorbereitet ‒ können sich chronifizieren. Wie man sich wirkungsvoll dagegen hilft, haben u. a. Lizabeth Roemer und Thomas Borkovec beschrieben. Ähnliches gilt für Traurigkeit und Melancholie. Letztere ist eskalierte Traurigkeit, die durch Ablenkung oder durch Reframing unter Kontrolle gebracht werden kann.

#### Selbstmotivation und Belohnungsaufschub
Emotionale Intelligenz ist eine erlernbare Meta-Befähigung, die bestimmt, wie effizient andere Fähigkeiten (z. B. roher Intellekt) genutzt werden können. Wut, Angst, Sorgen und Traurigkeit beeinträchtigen, wenn sie eskalieren, die Verstandesleistung. Gefühle sind den Leistungen und Erfolgen eines Menschen jedoch nicht grundsätzlich abträglich. Im Gegenteil: Enthusiasmus, Eifer und Ausdauer machen Erfolge z. B. auf akademischem, intellektuellem, künstlerischem oder sportlichem Gebiet überhaupt erst möglich; selbst ein gesundes Maß an Sorge kann zur Selbstmotivation beitragen. Besonders machtvolle Determinanten für intrinsisch motiviertes, selbstvergessenes Tun („Flow“) und für persönlichen Erfolg sind die Fähigkeit, Impulse zu kontrollieren und auf Belohnung zu warten, sowie Hoffnung und Optimismus bzw. diejenige Form von Selbstvertrauen, die Albert Bandura als Self-efficacy bezeichnet hat. All diese Fähigkeiten sind erlernbar.

#### Empathie
Empathie ist die Fähigkeit, die Gefühle anderer wahrzunehmen; diese werden zum größten Teil nonverbal kommuniziert. Empathie basiert auf Selbstwahrnehmung; je offener Menschen für ihre eigenen Gefühle sind, umso eher sind sie in der Lage, die Gefühle anderer korrekt zu „lesen“. Eine starke Determinante dafür, wie viel Empathie ein Mensch entfaltet, ist das Maß an Rapport (Attunement), das er in der frühen Kindheit erfahren hat. Bereits Säuglinge verhalten sich empathisch. Empathie setzt voraus, dass man ruhig ist und nicht von Gefühlen überschwemmt wird. Wie u. a. Robert Rosenthal nachgewiesen hat, sind empathische Menschen emotional ausgeglichen, kontaktfreudig, beliebt und kompetent im Umgang mit dem anderen Geschlecht. Empathie steht in keinem direkten Zusammenhang zur Intelligenz eines Menschen, kann sich auf den akademischen Erfolg aber indirekt auswirken, weil empathische Schüler z. B. bei Lehrern besonders beliebt sind. Wie der amerikanische Psychologe Martin Hoffman argumentiert hat, bildet Empathie den Ausgangspunkt von Altruismus und Moral.

#### Soziale Kompetenz

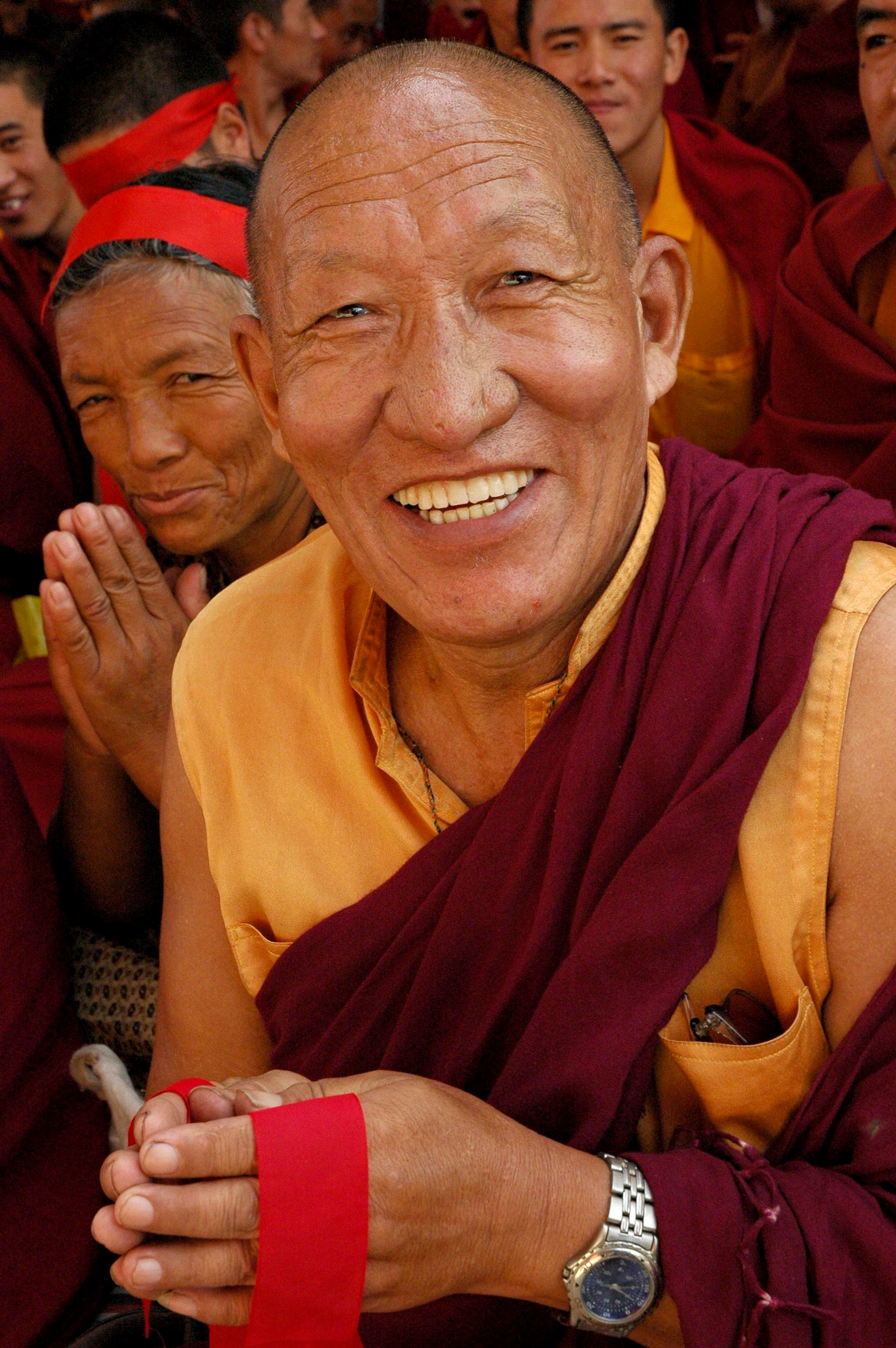
Soziale Kompetenz basiert auf der Fähigkeit, andere mit Gefühlen von Wohlbefinden, Zuversicht und Begeisterung anzustecken.

Mit wie viel Glück und Erfolg ein Mensch zwischenmenschliche Beziehungen führt, wie effektiv er mit anderen interagiert und ob er gemocht und akzeptiert wird, hängt maßgeblich davon ab, wie gut er Gefühle handhabt. Das Fundament sozialer Kompetenz ist die Fähigkeit, mit den Gefühlen anderer Menschen umzugehen. Voraussetzungen für diese Fähigkeit sind Selbstkontrolle, Empathie und die Fähigkeit, in der richtigen Situation die richtigen Gefühle auf die richtige Art und Weise auszudrücken, wobei in vielen Fällen die jeweilige Kultur entscheidet, was „richtig“ ist. Gefühle spielen im sozialen Umgang deshalb eine so zentrale Rolle, weil sie hochgradig ansteckend sind. Als liebenswert und charmant wird ein Mensch empfunden, der leicht mit anderen Menschen in Attunement gelangt und sie mit dem Gefühl von Wohlbefinden ansteckt. Howard Gardner und Thomas Hatch haben „interpersonale Intelligenz“ als die Summe folgender Einzelkompetenzen definiert:
- Gruppen organisieren, entscheiden und durchsetzen, was in der Gruppe gemacht wird;
Leadership ist u. a. die Fähigkeit, die eigene Stimmung (von Machbarkeit und Enthusiasmus) zuverlässig auf andere zu übertragen[41]
- Lösungen verhandeln, vermitteln, Konflikte verhüten oder lösen
- persönliche Verbindungen herstellen
- die Gefühle, Motiven und Sorgen anderer wahrnehmen und verstehen (soziale Analyse)

Menschen, die nonverbale Signale nicht kompetent lesen und die ihre eigenen Gefühle so ausdrücken, dass andere sie nicht gut lesen können, haben oft zwischenmenschliche Probleme; man fühlt sich mit ihnen nicht behaglich. So neigen Außenseiter, die sich schwer tun, in einer bestehenden sozialen Gruppe Aufnahme und Akzeptanz zu finden, oft dazu, viel Aufmerksamkeit zu beanspruchen, ohne zuvor die emotionale Agenda dieser Gruppe erkundet und sich angeeignet zu haben. Als weitere Problemgruppe benennt Goleman „soziale Chamäleons“, die die Gefühle anderer Menschen zwar geschickt zu managen verstehen (Schauspieler, Juristen, Verkäufer, Diplomaten, Politiker), diese Fähigkeit häufig aber nicht in Balance mit den eigenen Bedürfnissen und Gefühlen zu halten vermögen.

### Emotionale Intelligenz in der Praxis

#### Partnerschaft und Ehe
In modernen Gesellschaften, in denen Ehen nicht durch äußeren Druck zusammengehalten werden, wird die emotionale Intelligenz der Partner zur Hauptdeterminante des Gelingens und der Stabilität des Zusammenlebens. Partnerschaften scheitern, wenn es an emotionaler Selbstwahrnehmung, Selbstkontrolle, Empathie und der Fähigkeit, sich selbst und den anderen zu beruhigen, mangelt.
Da Jungen und Mädchen unterschiedliche emotionale Sozialisationen erleben, zeigen sie später auch als Ehemänner und -frauen charakteristisch ungleiche Verhaltenstendenzen. Ein klassisches Szenario trennungsgefährdeter Partnerschaften bildet die Frau, die vom Mann mehr Kommunikation und Engagement fordert, und der Mann, der sich vor diesen Forderungen zurückzieht. Alarmzeichen sind Angriffe gegen die Person (anstatt gegen ein Verhalten), Verachtung, Hinhaltetaktiken und Mauern.
In schlechten, von einer Trennung bedrohten Beziehungen haben die Partner hartnäckig chronifizierte Erwartungen an den schlechten Charakter des Partners. Diese werden auch dann nicht mehr korrigiert, wenn der Partner sich tatsächlich freundlich und kooperativ verhält, sodass er sich in einer ständigen No-Win-Situation befindet. Sein Verhalten wird überwachsam pausenlos beobachtet, wobei – dem Prinzip des Confirmation Bias folgend – alles im Sinne der pessimistischen Grunderwartung interpretiert wird und dann Gefühlsüberschwemmungen auslöst, für die immer geringere und subtilere Schlüsselreize genügen.
Der Königsweg zur Reduktion solcher Spannungen und Konflikte führt über das bewusste Gegensteuern drohender Gefühlsüberschwemmungen, über Empathie und Reframing. Menschen wollen vor allem angehört und verstanden werden, selbst wenn man ihre Perspektive nicht teilt. Die Wut, mit der ein Standpunkt vorgetragen wird, sollte nicht als persönlicher Angriff, sondern als Ausdruck davon gedeutet werden, wie wichtig dem anderen diese Sache ist. Auch die Übernahme von Verantwortung für gemachte Fehler hilft.

#### Berufsleben
In der Berufswelt hat unzureichende emotionale Intelligenz Konsequenzen wie verminderte Produktivität, versäumte Fristen, Fehler, Pannen und das Abwandern unzufriedener, aber eigentlich unverzichtbarer Mitarbeiter. Dass interpersonale Fähigkeiten für den Unternehmenserfolg günstiger sind als ein rücksichtsloses Durchmanagen, hat sich seit den 1980er Jahren in vielen Firmen als Common sense durchgesetzt.
Drei Aufgabenfelder stellen nach Golemans Einschätzung für die Personalführung moderner Unternehmen besondere Herausforderungen dar: soziale Harmonie als Voraussetzung effizienter Teamarbeit, die Toleranz der Mitarbeiter gegenüber Minderheiten (Kunden, Kollegen, Geschäftspartner) und ‒ ganz zentral ‒ der Umgang mit Kritik. Da der Erfolg eines Unternehmens empfindlich von den Leistungen der Mitarbeiter abhängt, ist die Rückmeldung der Personalführung an die Mitarbeiter für das Unternehmen eine Überlebensfrage. Während effiziente, empathische Kritik Perspektiven und Spielraum für Verbesserungen aufweist, artikulieren emotional inkompetente Manager und Vorgesetzte Kritik als Abwertung der Persönlichkeit des Kritisierten. Häufig erfolgt die Kritik viel zu spät, nämlich wenn Schaden nicht mehr repariert werden kann und der Vorgesetzte aus Frustration „überkocht“. Umgekehrt können viele Mitarbeiter mit Kritik nicht gut umgehen; sie lassen sich von Gefühlen überschwemmen und wissen Kritik nicht zu absorbieren, d. h. zu nutzen, sondern fühlen sich ungerecht behandelt und demoralisiert, werden defensiv, mauern und weichen aus der Verantwortlichkeit zurück.

#### Gefühle und Gesundheit

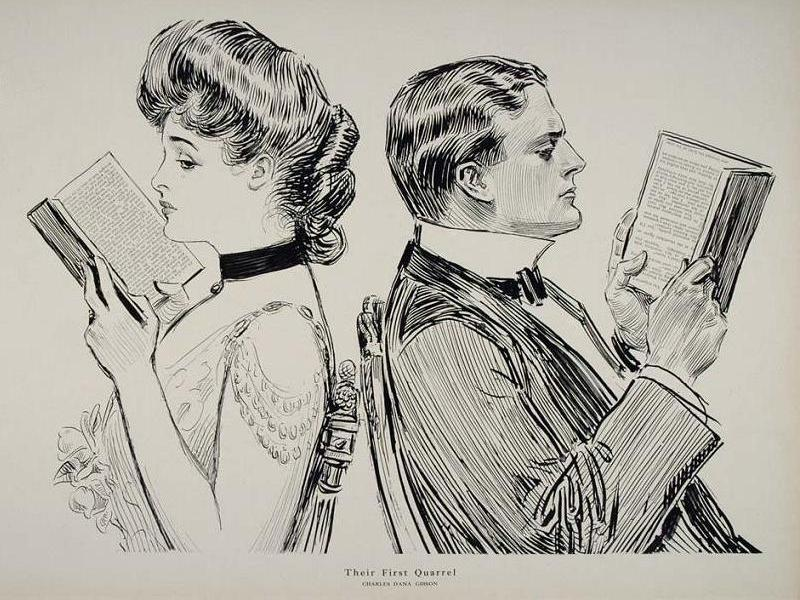
Der Psychologe Arthur Stone (Stony Brook University) hat beobachtet, dass bei Verheirateten oft genau 3–4 Tage nach einem Ehestreit eine Erkältung zum Ausbruch kommt.

Goleman beschäftigt sich auch mit den gesundheitlichen Konsequenzen des Umgangs mit Gefühlen, wobei zwei Fragen im Mittelpunkt stehen:
- Menschen handhaben ihre Gefühle mehr oder weniger gut. Welche Folgen hat dies für ihre Gesundheit?
- Inwiefern sind diese Zusammenhänge für die medizinischen Dienstleister (Ärzte usw.) von Belang?

Es gibt eine an die Positive Psychologie angelehnte populäre Rhetorik, nach der eine „positive Einstellung“ angeblich alle Krankheiten zu heilen vermag. Goleman hält solche Pauschalisierungen für schädlich, weil sie dem Kranken das Gefühl geben, seine Krankheit selbst verschuldet zu haben.
Dass zwischen den Gefühlen und der Gesundheit komplexe, aber starke Zusammenhänge bestehen, konnte in zahlreichen medizinischen Studien jedoch nachgewiesen werden. Besonderes Verdienst kommt dabei der Psychoneuroimmunologie zu, die viele Einsichten in das Zusammenspiel zwischen den Gefühlen und dem Immunsystem geliefert hat. Obwohl noch nicht restlos geklärt ist, wie stark und auf welchem Wege Stress und andere negative Gefühle das Immunsystem beeinträchtigen, steht dieser Zusammenhang an sich heute außer Zweifel. Unbewältigter Stress und Depressionen steigern ‒ vermutlich indirekt ‒ die Anfälligkeit für eine Vielzahl von Infektionskrankheiten wie z. B. Erkältungen und Herpes, und können eventuell sogar die Fähigkeit des Körpers mindern, sich gegen die Metastasierung von Tumoren zu wehren. Schlecht gehandhabte, chronische Wut, Stress, Depressionen und gewohnheitsmäßiger Pessimismus sind Prädiktoren für Infarkte und andere Herzerkrankungen. Infarktpatienten, Dialysepatienten, Querschnittgelähmte und alte Menschen mit Schenkelhalsfraktur haben bessere Überlebens- bzw. Rehabilitationsaussichten, wenn sie eine Depression vermeiden oder austherapieren können. Auch harmonische zwischenmenschliche Beziehungen, in denen man emotional aufgefangen wird, sind als krankheitspräventive bzw. heilungsfördernde Faktoren beschrieben worden.
Goleman fordert von Gesundheitsdienstleistern darüber hinaus mehr Empathie, wobei er nicht nur eine humane Medizin im Sinn hat, sondern auch auf die massive medizinische Relevanz hinweist, welche die emotionale Befindlichkeit des Patienten besitzt.

### Fenster der Gelegenheit

#### Elternhauserziehung
Der Erwerb emotionaler Intelligenz beginnt früh in der Kindheit, wobei emotional intelligente Eltern, die z. B. auch als Paar gut funktionieren, gewöhnlich ebensolche Kinder aufziehen, während weniger privilegierte Kinder zu einer Vielzahl von Problemen tendieren.
Eltern, die mit ihren eigenen Gefühlen kompetent umgehen, sind in der Lage, ihr Kind zu lehren, mit seinen eigenen und den Gefühlen anderer Menschen kompetent umzugehen. Sie begegnen den Gefühlen des Kindes mit Respekt, weisen das Kind, wenn sein Verhalten unangemessen ist, aber in alternative, bessere Formen des Gefühlsausdrucks ein. Charakteristisch für solcherart erzogene Kinder ist, dass sie sich selbst gut beruhigen können, ausgeglichen sind, wenig Spannungen mit ihren Eltern haben, ihnen viel Wärme zeigen und von anderen Menschen generell gemocht werden. Überdies bringen sie alle Voraussetzungen mit, die man braucht, um gut zu lernen: Selbstwirksamkeitserwartung, Neugier, Zielstrebigkeit, Selbstkontrolle, Fähigkeit, mit anderen Menschen in Beziehung zu treten, Kommunikationsfähigkeit und Kooperationsfähigkeit.
Zu den schädlichsten Erfahrungen, die ein Kind machen kann, zählt die emotionale Vernachlässigung, durch die das Grundvertrauen in Frage gestellt wird und durch die eine lebenslang pessimistische Grundhaltung erzeugt werden kann. Wie die Psychologin Martha Erickson (University of Minnesota) nachgewiesen hat, erzeugt emotionale Vernachlässigung für das Kind noch gravierendere Langzeitfolgen als z. B. Misshandlung. Letztere ‒ oft eine tragische Familientradition ‒ blockiert jedoch ebenfalls das Erlernen von Empathie und vermindert damit drastisch die schulischen und persönlichen Zukunftsaussichten des Kindes.

#### Trauma und Traumabewältigung
Von Nutzen ist das Konzept der emotionalen Intelligenz auch für das Verständnis und die Therapie psychischer Traumata. Traumata lassen sich sowohl auf neurophysiologischer als auch auf emotionaler Ebene beschreiben. Massive Veränderungen des limbischen Systems und der Verbindungen dieses Systems zur Hypophyse und zur Steuerung der körpereigenen Opioide (Endorphine) bringen hier bestimmte emotionale Symptome hervor, unter denen eine Hypervigilanz bzw. exzessive Schreckbarkeit sowie eine Gefühlstaubheit (besonders für Freude) besonders charakteristisch sind. Psychologisch handelt es sich um die Chronifizierung einer Furchtreaktion, die auch nach Beendigung des traumatisierenden Erlebnisses durch Bagatellreize stereotyp immer wieder ausgelöst wird, wobei sich besonders solche Extremerfahrungen als traumatisch qualifizieren, in denen der Betroffene nichts zur Kontrolle der Situation beitragen kann und vom Eindruck der eigenen Hilflosigkeit überwältigt wird. Goleman macht hier einen bedeutsamen Unterschied in der Bewertung des traumatisierenden Potentials von Naturkatastrophen und Gewalttaten. Letztere seien schädlicher als Naturkatastrophen (…), weil die Opfer der Gewalt das Gefühl haben, intentional als Zielscheibe der Böswilligkeit ausgewählt worden zu sein. Dadurch werden Annahmen über die Vertrauenswürdigkeit von Menschen und die Sicherheit der interpersonalen Welt zerstört (…) mit einem Schlag wird die soziale Welt zu einem gefährlichen Ort, an dem Menschen zu potentiellen Bedrohungen der eigenen Sicherheit werden.
Im Unterschied zu gewöhnlicher Furcht, die durch Konditionierung erlernt wird und sich über die Zeit von allein wieder verliert, ist bei der Traumabewältigung meist ein umfangreicher, therapeutisch begleiteter Lernprozess notwendig, dessen Ziel vor allem darin besteht, dass Bagatellreize nicht mehr mit Panikattacken beantwortet werden.

#### Plastizität des persönlichen Temperaments

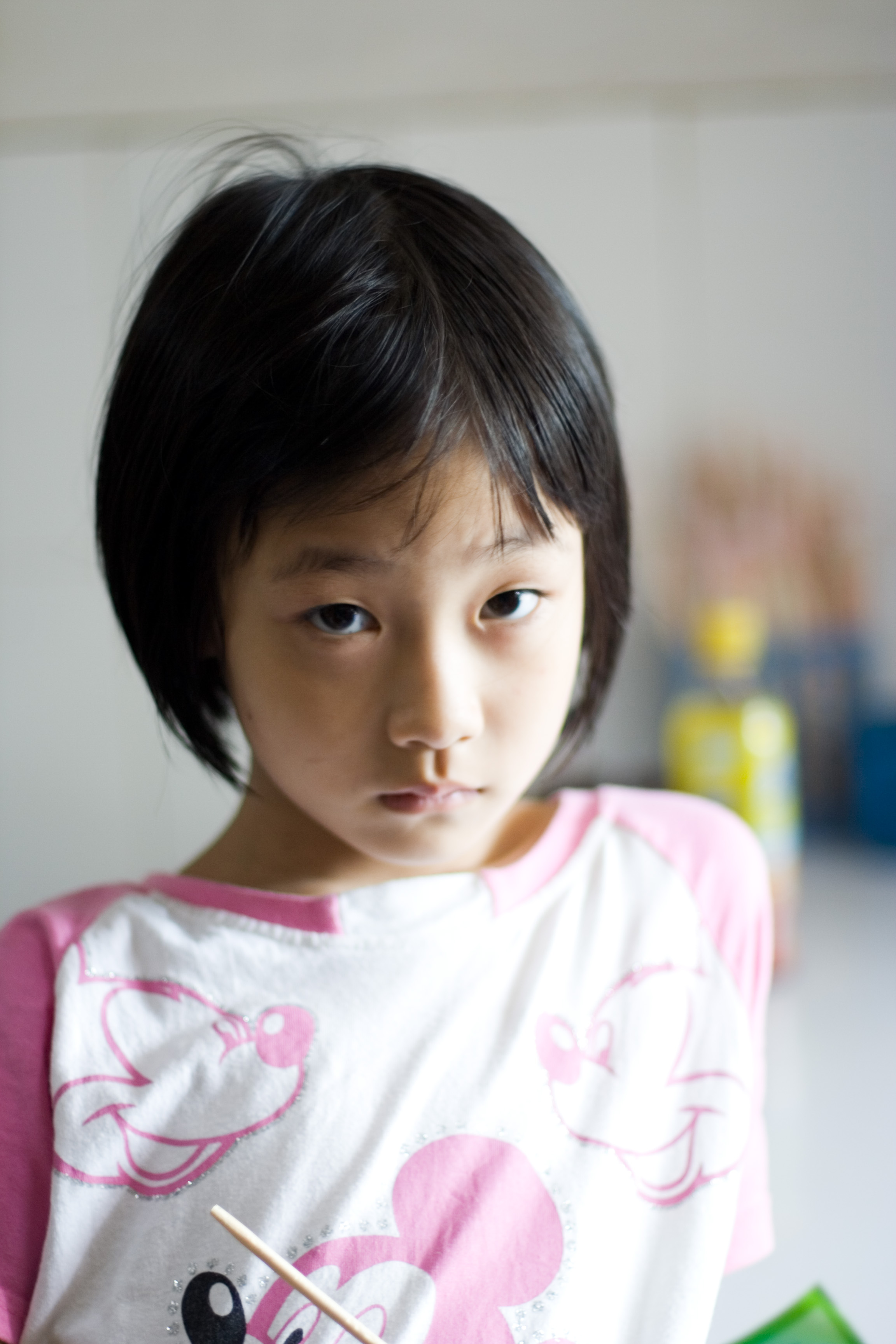
Ein schüchternes Kind. Im Lichte des Konzepts der emotionalen Intelligenz ist Temperament kein unveränderliches Schicksal.

Das Temperament eines Menschen, so der aktuelle Forschungsstand, ist bereits bei seiner Geburt angelegt und nachweisbar. Schon Neugeborene zeigen individuelle Neigungen zu Heiterkeit oder Schwermut, zu Beherztheit oder Schüchternheit. Es gibt z. B. furchtanfällige Säuglinge, deren Amygdala schon zum Zeitpunkt der Geburt übererregbar war, sodass minimale Reize genügen, um Gefühle von Unlust oder Furcht hervorzubringen. Später werden aus solchen Kindern oft ängstliche und schüchterne Erwachsene. Wie der Psychologe Jerome Kagan in einer Langzeitstudie nachgewiesen hat, kann ein solches Temperament des Kindes durch Erziehungseinflüsse jedoch massiv beeinflusst und verändert werden, wobei kompetente Eltern ihr Kind unlustvollen Reizen mit sanftem Druck immer wieder aussetzen, bis dieses lernt, seine Gefühle zu regulieren und derartige Reize nicht mehr zu fürchten.

### Emotionale Bildung
Goleman hält die gesellschaftliche Tragweite unzureichender emotionaler Bildung für immens. Sie begünstigt nach seiner Überzeugung und nach dem Urteil der Wissenschaftler, die er zitiert, u. a. folgende Probleme:
- Schulschießereien[90]
- Jugendkriminalität[90]
- Mobbing durch Schulhofbullys[91]
- soziales Außenseitertum, schulisches Leistungsversagen und Schulabbrüche[92]
- Teenager-Schwangerschaften und sexuell übertragbare Erkrankungen (wie AIDS) bei Jugendlichen[90]
- Drogenabhängigkeit[93]
- psychische Störungen, besonders Depressionen[94] und Essstörungen[95]
- Suizid bei Jugendlichen[90]

Obwohl in allen Fällen auch biologische, familiäre, soziale und wirtschaftliche Faktoren beteiligt sind, entscheidet sich die Frage, welche individuellen Menschen einem Risiko zum Opfer fallen, letztlich an der Resilienz des Einzelnen.
Goleman beklagt, dass nachträgliche Schadensbegrenzung meist die einzige Antwort ist, mit der die Gesellschaft solchen Problemen begegnet. Im Zentrum des letzten Hauptteils seines Buches steht ein Plädoyer für Prävention, wobei Goleman insbesondere die Schulen im Sinn hat. An vielen amerikanischen Schulen wurden bereits zum Zeitpunkt der Veröffentlichung des Buches Modellprogramme zur emotionalen Bildung durchgeführt. Obwohl diese Programme unterschiedliche Namen tragen ‒ wie Self Science, Social Development, Life Skills, Social and emotional learning und Personal intelligences ‒, haben sie ein gemeinsames Ziel: im Rahmen der normalen Bildung die soziale und emotionale Kompetenz von Kindern zu erhöhen.

## Erscheinen und Rezeption
Das Buch erschien Anfang September 1995 im New Yorker Verlag Bantam Books, einem Tochterunternehmen der Verlagsgruppe Random House, und war danach 18 Monate lang in der Bestsellerliste der New York Times. Es wurde in 40 Sprachen übersetzt und in einer Gesamtauflage von mehr als 5 Mio. Kopien verkauft. Das TIME Magazine nahm den Titel in seine Liste der 25 einflussreichsten Betriebswirtschaftsbücher auf. 1998 veröffentlichte Goleman ein Folgewerk Working With Emotional Intelligence, in dem er die Ideen, die er in EQ. Emotionale Intelligenz vorgestellt hatte, auf die Geschäftswelt anwandte.
In Deutschland warf Stefana Sabin Goleman übergroßen Glauben an die Erzieh- und Veränderbarkeit des Individuums vor. Der Journalist Rolf Degen hielt das Buch – ebenso wie das gesamte Konzept der emotionalen Intelligenz – schlicht für unwissenschaftlich.

## Ausgaben
Englische Originalausgabe
- Emotional Intelligence. Why It Can Matter More Than IQ. 1. Auflage. Bantam, New York 1995, ISBN 0-553-09503-X. Gebundene Ausgabe
- Emotional Intelligence. Why It Can Matter More Than IQ. 1. Auflage. Bloomsbury, London 1996, ISBN 0-7475-2622-2. Taschenbuch
- Emotional Intelligence. Why It Can Matter More Than IQ. Macmillan Audio, 2001, ISBN 1-55927-642-8. Audiobuch, gekürzt, vom Autor gelesen
- Emotional Intelligence. Why It Can Matter More Than IQ. Macmillan Audio, 2005, ISBN 1-59397-780-8. Audiobuch, ungekürzt, vom Autor gelesen

In deutscher Sprache
- EQ. Emotionale Intelligenz. dtv, 1997, ISBN 3-423-36020-8. Taschenbuch; übersetzt von Friedrich Griese
- EQ. Emotionale Intelligenz. Rusch, 1998, ISBN 3-907595-25-4. Audiobuch (Cassetten)
- EQ. Emotionale Intelligenz. HÖR Verlag, 2001, ISBN 3-89584-896-4. Audiobuch, stark gekürzt, gelesen von Edgar M. Böhlke
- EQ. Emotionale Intelligenz. dtv, 2011, ISBN 3-423-19527-4. Taschenbuch